# MTV Europe Music Award al miglior artista pop
L'MTV Europe Music Award al miglior artista pop (MTV Europe Music Award for Best Pop) è uno dei premi degli MTV Europe Music Awards, che viene assegnato dal 1998. Dal 2007 al 2009 il premio non è stato consegnato.

## Albo d'oro

### Anni 1990
| Anno | Vincitore      | Nominati                                          |
| ---- | -------------- | ------------------------------------------------- |
| 1998 | Spice Girls    | - Aqua - Backstreet Boys - Boyzone - Five         |
| 1999 | Britney Spears | - Backstreet Boys - Boyzone - Five - Ricky Martin |

### Anni 2000
| Anno | Vincitore                                                     | Nominati                                                                 |
| ---- | ------------------------------------------------------------- | ------------------------------------------------------------------------ |
| 2000 | All Saints                                                    | - Backstreet Boys - *NSYNC - Britney Spears - Robbie Williams            |
| 2001 | Anastacia                                                     | - Atomic Kitten - *NSYNC - Shaggy - Britney Spears                       |
| 2002 | Kylie Minogue                                                 | - Anastacia - Enrique Iglesias - Pink (cantante) - Shakira               |
| 2003 | Justin Timberlake                                             | - Christina Aguilera - Kylie Minogue - Pink (cantante) - Robbie Williams |
| 2004 | The Black Eyed Peas                                           | - Anastacia - Avril Lavigne - Britney Spears - Robbie Williams           |
| 2005 | The Black Eyed Peas                                           | - Gorillaz - Shakira - Gwen Stefani - Robbie Williams                    |
| 2006 | Justin Timberlake                                             | - Christina Aguilera - Madonna - Shakira - Robbie Williams               |
| 2007 | Premio non consegnato. Vedi MTV EMA al miglior artista urban. | Premio non consegnato. Vedi MTV EMA al miglior artista urban.            |
| 2008 | Premio non consegnato. Vedi MTV EMA al miglior artista urban. | Premio non consegnato. Vedi MTV EMA al miglior artista urban.            |
| 2009 | Premio non consegnato. Vedi MTV EMA al miglior artista urban. | Premio non consegnato. Vedi MTV EMA al miglior artista urban.            |

### Anni 2010
| Anno | Vincitore      | Nominati                                                                   |
| ---- | -------------- | -------------------------------------------------------------------------- |
| 2010 | Lady Gaga      | - Miley Cyrus - Katy Perry - Rihanna - Usher                               |
| 2011 | Justin Bieber  | - Britney Spears - Katy Perry - Lady Gaga - Rihanna                        |
| 2012 | Justin Bieber  | - Katy Perry - No Doubt - Rihanna - Taylor Swift                           |
| 2013 | One Direction  | - Justin Bieber - Miley Cyrus - Katy Perry - Taylor Swift                  |
| 2014 | One Direction  | - 5 Seconds of Summer - Ariana Grande - Miley Cyrus - Katy Perry           |
| 2015 | One Direction  | - 5 Seconds of Summer - Ariana Grande - Justin Bieber - Taylor Swift       |
| 2016 | Fifth Harmony  | - Selena Gomez - Ariana Grande - Justin Bieber - Rihanna - Shawn Mendes    |
| 2017 | Camila Cabello | - Demi Lovato - Miley Cyrus - Shawn Mendes - Taylor Swift                  |
| 2018 | Dua Lipa       | - Ariana Grande - Camila Cabello - Hailee Steinfeld - Shawn Mendes         |
| 2019 | Halsey         | - Ariana Grande - Camila Cabello - Shawn Mendes - Becky G - Jonas Brothers |

### Anni 2020
| Anno | Vincitore     | Nominati                                                                                    |
| ---- | ------------- | ------------------------------------------------------------------------------------------- |
| 2020 | Little Mix    | - BTS - Dua Lipa - Harry Styles - Justin Bieber - Katy Perry - Lady Gaga                    |
| 2021 | BTS           | - Doja Cat - Dua Lipa - Ed Sheeran - Justin Bieber - Olivia Rodrigo                         |
| 2022 | Taylor Swift  | - Billie Eilish - Doja Cat - Ed Sheeran - Harry Styles - Lizzo                              |
| 2023 | Billie Eilish | - Dua Lipa - Ed Sheeran - Miley Cyrus - Olivia Rodrigo - Taylor Swift                       |
| 2024 | Ariana Grande | - Billie Eilish - Camila Cabello - Charli XCX - Dua Lipa - Sabrina Carpenter - Taylor Swift |